# Luis Felipe Campo Zapata
Luis Felipe Campo Zapata fue un abogado y politólogo colombiano.
Nació en Buga en 1858 y murió allí en 1958, viviendo cien años llenos de sabiduría y academia. 
Empezó sus estudios en dicha ciudad y se trasladó luego a [Bogotá], donde los continuó en el Colegio que dirigió el doctor José Vicente Concha, padre del expresidente de Colombia hasta obtener el título de doctor en Derecho y Ciencias Políticas. Ya con su título volvió a Buga (hoy Guadalajara de Buga, ciudad hermanada con Guadalajara de España, gracias a la gestión e impulso del Coronel Álvaro Campo Bejarano y que culminó su hijo el Doctor en Derecho por la Universidad Complutense de Madrid doctor Juan Manuel Campo Cabal) y se dedicó allí al ejercicio de su profesión. Más tarde fue Magistrado del Tribunal Superior del Distrito Judicial del Cauca. Su actuación en este alto puesto se considera como de las más brillantes del foro colombiano.En el libro "DESCENDENCIA DE DOÑA CATALINA DE CAMARGO" escrito por los colombianos Salvador y Jaime Salcedo Giler, en 1937, narran y enumeran la descendencia de Felipe DE Camargo nacido en Burgos España, quien vino a América en 1616, conquistando a los indios Pijaos ubicándose al norte del valle del cauca empezando una dinastías colombo_espanola de dosnde don luis felipe campo zapata es uno de sus descendientes, fruto del ejercicio profesional se convirtió en unos De los grandes hacendados en el valle del Cauca .Fue gobernador del departamento de Buga en 1908. Fue ministro de gobierno del presidente Carlos E Restrepo en 1910,fue uno de los personajes más importantes de Colombia por su formación intelectual,poética y demócrata , se refugió en su tierra natal Buga y murió en 1958  a los 101 años.
- Datos: Q2836585